# Браницкий, Адам
Адам Мария Ян Браницкий (пол. Adam Maria Jan Branicki; род. 30 марта 1892 года, Краков, Королевство Галиции и Лодомерии, Австро-Венгрия — ум. 2 декабря 1947 года, Отвоцк, Польская республика) — польский граф и помещик, последний (2-й) ординат Россьской ординации (1926—1939).

## Биография
Представитель польского графского рода Браницких герба «Корчак». Второй сын Ксаверия Владислава Браницкого (1864—1926) и Анны Потоцкой (1863—1953). Во время Первой мировой войны граф Браницкий служил в российской армии. Являлся формальным 2-м ординатом на Росси. После окончания войны Адам Браницкий поселился в унаследованном от отца имении Россь на Гродненщине, хотя не проживал в тамошнем дворце, пострадавшем во время Советской-польской войны. Коллекция произведений искусства Стефана Потоцкого, хранившаяся там, в 1915 году была эвакуирована в Гомель и разграблена большевиками.
После Первой мировой войны граф Адам Браницкий вместе с женой он основал и поддерживал в Россьской ординации детский дом для польских детей-сирот с востока. В нём выросло 80 детей.
В 1926 году после смерти своего отца Ксаверия Браницкого Адам унаследовал его вилянувские имения и недвижимость в Варшаве: каменный дом на Смольной 40 и дворец Браницких на улице Новый Мир 18. В 1928 году Адам Браницкий вместе с семьёй переселился на постоянное жительство в Вилянувский дворец, хотя сам граф, в основном, жил на улице Смольной 40. В состав его вилянувских имений входили три ключа: Вилянув, Хойнув и Застов, которые управлялись от его имени уполномоченными и главным советом прав и интересов Адама Браницкого. Главным управляющим вилянувских имений Браницкого был Юзеф Brenstiern-Pfanhauser.
Потеря украинских поместий Браницких, общий экономический кризис в возрождённой Польше и необходимость поддержания Вилянувской резиденции и исторической коллекции искусства (включённых в 1927 году в государственную «инвентаризацию культуры и искусства») привели к тому, что Адама Браницкий быстро оказался в долгах.
Финансовое положение Адама Браницкого оказалось в трудном положении. На его недвижимость было наложена ипотека, исторические коллекции произведений искусства были заложены в Государственный Сельскохозяйственный Банк. Адам Браницкий пытался выпутаться из финансовых проблем, продавая некоторые самые ценные вещи. Например, в 1929 году он выставил на продажу самый большой в Европе персидский ковер из Кашана. В конечном итоге этот ковер приобрело Польское государство для государственных художественных собраний и передало в Королевский Замок в Варшаве.
В 1932 году Адам Браницкий предложил передать Президенту Польской Республики Вилянувскую историческую библиотеку, которая стала частью Национальной Библиотеки в Варшаве. Вилянувская библиотека включала в себя многие ценные печатные издания, в основном XVIII века, а также печатные и иллюминированные рукописи (около 50 000 томов и 2204 эстампов с около 15 тысяч гравюр). Вилянувская библиотека Браницких оценивалась в 10 миллионов злотых, а затем — в 3 миллиона злотых.
В 1935 году Адам Браницкий был награждён Командорским Крестом Ордена Возрождения Польши в знак признания его заслуг в социальной работе.
В 1939 году граф Браницкий был членом гражданской гвардии, организовал в Вилянувском дворце полевой госпиталь, где работала его жена Беата Браницкая вместе с дочерьми и несколькими людьми из дворцовой прислуги. Он вместе с женой укрывал многих скрывающихся от немцев людей. Вскоре после начала войны Адам был арестован и вместе со своей сестрой Катариной заключён в тюрьму в Павяке. Граф Браницкий был освобождён после длительных ходатайств, в том числе с использованием влияния итальянской королевской семьи.
С самого начала оккупации Польши фашисты стремились захватить недвижимость и имущество Адама Браницкого (наверное, этот был повод для ареста). В первую очередь оккупанты конфисковали коллекции произведений искусства. В 1941 году граф Браницкий был лишён своих поместий, ему оставили Вилянувский дворец и парк. Граф имел репутацию человека, не поддерживающего никаких контактов с оккупационными властями. После начала Варшавского восстания в 1944 году Адам Браницкий остался в польской столице, в своём доме на улице Смольной. Это дом попал под бомбежку и сгорел. После поражения восстания граф Браницкий уехал в Неборув, куда в сентябре 1944 года эвакуировал свою семью. 21 января 1945 года граф Адам Браницкий был вывезен из Неборува НКВД вместе с женой и двумя дочерьми в СССР — вначале в Москву на Лубянку, потом в Красногорский лагерь для интернированных под Москвой. Там он оставался до сентября 1947 года. 15 октября 1947 года он вернулся в Варшаву, но ещё три недели после возвращения провёл в Министерстве общественной безопасности.
13 сентября 1944 года Адам Браницкий был лишён своих родовых поместий из-за проведения земельной реформы в Польше. 28 января 1945 года музейные коллекции Браницких были переданы Национальному Музею в Варшаве. В настоящее время владельцем коллекции Браницких является Музей-Дворец короля Яна III в Вилянуве, выделенный в 1995 году из Национального Музея.
Адам Браницкий, ослабленный болезнью лёгких, полученной им во время содержания в Министерстве общественной безопасности, скончался в больнице Отвоцка 2 декабря 1947 года.
Адам был последним представителей Браницких по мужской линии. Его похоронили в семейном склепе в костеле Святой Анны в Вилянуве. На похоронах присутствовали все старые слуги семьи из Вилянува, почти все жители местечка и многие члены семьи. Остались его жена и три дочери, из которых на сегодня жива последняя из Браницких — Анна Браницкая-Вольская.
В 2009 году Адам Браницкий был посмертно награждён Командорским крестом со звездой ордена Возрождения Польши. Его именем была названа улица в Варшаве.

## Семья
20 сентября 1921 года в Кракове граф Адам Браницкий женился на графине Марии Беате Антонине Потоцкой (1896—1976), дочери графа Юзефа Мариана Иоахима Потоцкого (1868—1918) и Хенлены Марии Флорентины Чарнецкой (1867—1922). Супруги имели в браке трёх дочерей:
- Мария Хелена Юзефина Браницкая (2 апреля 1923, Варшава — 6 марта 1989, Варшава), жена с 1948 года Станислава Густава де Вириона (1928—2007)
- Анна Хелена Браницкая (род. 27 ноября 1924, Варшава), муж с 1954 года польский учёный Тадеуш Вольский (1924—2005)
- Беата Мария Хелена Браницкая (6 июля 1926, Россь — 9 августа 1988, Варшава), муж с 1944 года Лешек Станислав Рыбинский (1921—1980).